# 주광주 중국 총영사관
주광주 중국 총영사관(駐光州中國總領事館, 중국어 간체자: 中华人民共和国驻光州总领事馆, 정체자: 中華人民共和國駐光州總領事館, 병음: Zhōnghuá Rénmín Gònghéguó zhù Guāngzhōu Zǒnglǐngshìguǎn)은 중화인민공화국 정부가 대한민국 광주광역시에 설치한 총영사관이다. 현임 총영사는 장청강(중국어: 张承刚)이다.

## 연혁
- 2007년 : 중국주대한민국대사관 주광주영사사무소로 출발
- 2009년 : 총영사관으로 승격
- 2012년 : 주제주 중국 총영사관의 개설에 따른 관할 구역 조정과 동시에 제주도 관할권 분리

## 관할 구역
- 광주광역시
- 전라남도
- 전북특별자치도

## 영사 업무 시간
- 영사 보호 업무 : 월~금요일 오전 9시 ~ 정오, 오후 1시 30분 ~ 5시 30분
- 비자 접수 및 발급 : 월~금요일 오전 9시 ~ 11시 30분
- 여권, 여행증 업무에 따른 접수 및 발급, 공증 및 인증 발급 : 월~금요일 오전 9시 ~ 11시 30분
- 공증 및 인증 접수 : 월~목요일 오전 9시 ~ 11시 30분
- 유학생 귀국 증명 업무 : 월~목요일 오후 1시 30분 ~ 4시

## 휴무일
- 매주 토요일과 일요일
- 대한민국의 공휴일
- 중국 공휴일 중 양력설, 춘절, 국제노동절, 국경일 등

## 역대 총영사

### 주광주 중국 영사 사무소장
1. 허잉(중국어: 何颖, 2007년 3월 23일 ~ 2009년 5월)

### 주광주 중국 총영사
1. 옌펑란(중국어: 阎凤兰, 2009년 6월 18일 ~ 2012년 7월)
2. 텅안쥔(중국어: 滕安军, 2012년 8월 3일 ~ 2013년 11월)
3. 왕셴민(중국어: 王宪民, 2013년 12월 27일 ~ 2016년 4월)
4. 쑨셴위(중국어: 孙显宇, 2016년 5월 3일 ~ 2020년 7월)
5. 장청강(중국어: 张承刚, 2020년 7월 31일 ~ 현재)

## 같이 보기

### 일반 주제
- 한중 관계
- 대한민국-중화인민공화국 관계
- 주한 중국 대사관

### 한반도에 설치한 다른 중국 공관들
- 주부산 중국 총영사관
- 주제주 중국 총영사관
- 주조 중국 대사관
- 주청진 중국 총영사관